# Decidia magnifica
Decidia magnifica är en insektsart som beskrevs av Conle, Hennemann, Ramírez-Mora och Quiróz 2009. Decidia magnifica ingår i släktet Decidia och familjen Pseudophasmatidae. Inga underarter finns listade i Catalogue of Life.